# Pseudodaphnella granicostata
Pseudodaphnella granicostata là một loài ốc biển, là động vật thân mềm chân bụng sống ở biển trong họ Conidae.

## Hình ảnh

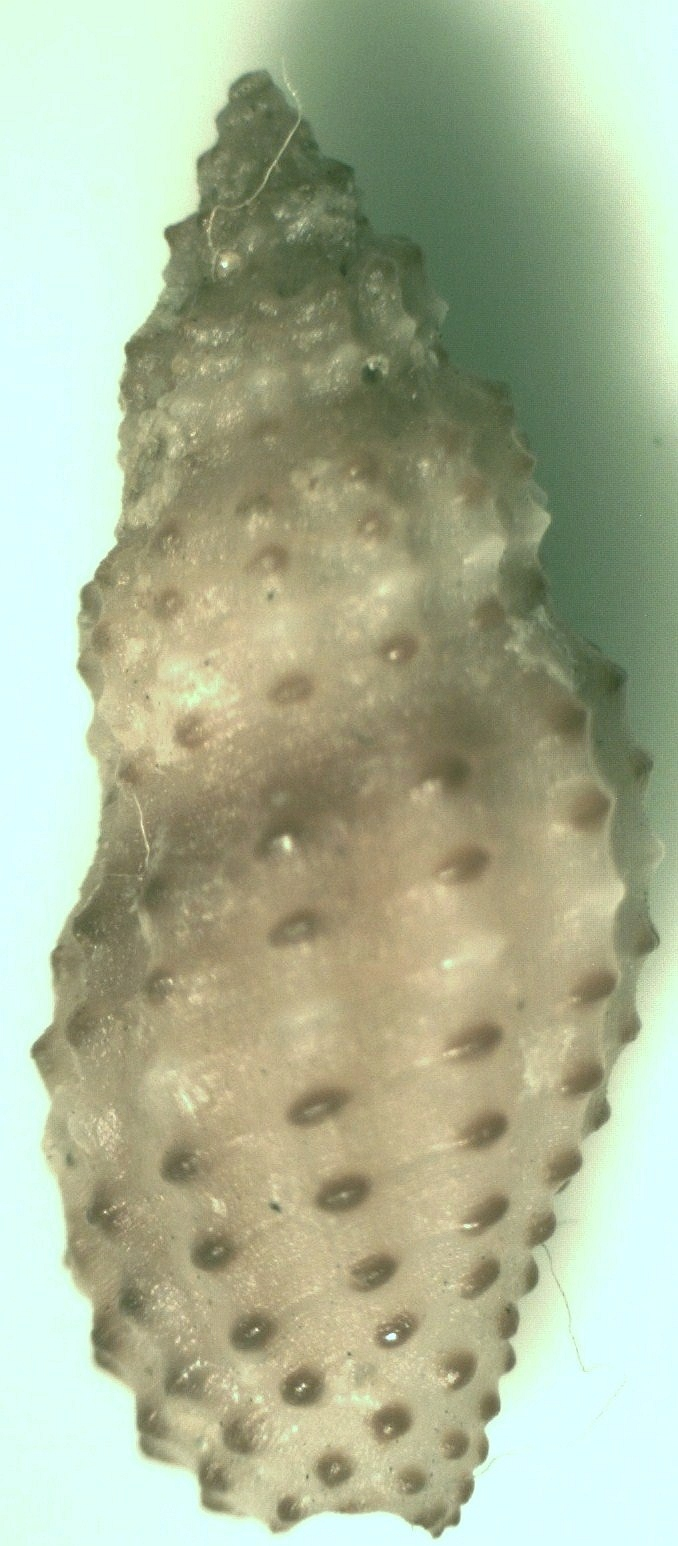